# Kafra (Palestyna)
Kafra (arab. ‏كفرة‎) – nieistniejąca już arabska wieś, która była położona w dystrykcie Bajsanu w Mandacie Palestyny. Wyludniona i zniszczona podczas I wojny izraelsko-arabskiej, po ataku sił żydowskiej Hagany w dniu 16 maja 1948 roku.

## Położenie
Kafra leżała we wschodniej części płaskowyżu Ramot Jissachar. Wieś była położona w odległości 10 kilometrów na północ od miasta Bajsan. Według danych z 1945 do wsi należały ziemie o powierzchni 917,2 ha. We wsi mieszkało wówczas 430 osób.
| własność gruntów | powierzchnia gruntów (ha) |
| ---------------- | ------------------------- |
| Arabowie         | 740,9                     |
| Żydzi            | –                         |
| publiczne        | 176,3                     |
| Razem            | 917,2                     |

| Rodzaj użytkowanych gruntów | Arabowie (hektary) |
| --------------------------- | ------------------ |
| uprawy nawadniane           | 3,6                |
| uprawy zbóż                 | 837,8              |
| uprawy oliwek               | 8,3                |
| zabudowane                  | 1,8                |
| nieużytki                   | 73,9               |

## Historia
Nie jest znana data założenia wsi, chociaż była już ona znana w czasach krzyżowców. Po I wojnie światowej w 1918 roku cała Palestyna przeszła pod panowanie Brytyjczyków, który w 1921 roku utworzyli Brytyjski Mandat Palestyny. Umożliwiło to rozwój osadnictwa żydowskiego w Palestynie. W latach 20. XX wieku żydowskie organizacje syjonistyczne zaczęły wykupywać grunty w okolicy. W okresie panowania Brytyjczyków Kafra była niewielką wsią, której mieszkańcy utrzymywali się z upraw zbóż.
Przyjęta 29 listopada 1947 roku Rezolucja Zgromadzenia Ogólnego ONZ nr 181 przyznała te tereny państwu żydowskiemu. Na początku I wojny izraelsko-arabskiej pojawiły się obawy, że tutejsze wioski arabskie mogą być wykorzystane przez Arabów do prowadzenia operacji wojskowych. Z tego powodu w dniu 16 maja 1948 roku siły Hagany zajęły wieś Kafra, wysiedlając mieszkańców i burząc wszystkie domy.

## Miejsce obecnie
Teren wioski Kafra pozostaje opuszczony, jednak jej pola uprawne zajęła sąsiednia wieś Moledet. Palestyński historyk Walid Chalidi tak opisał pozostałości wsi Kafra:

Pośród gruzów wsi rosną kaktusy. Na miejscu rosną też migdały, oliwki i figowce, a ogrodzenie otacza dużo ziemi w pobliżu.